# Tombes de Mazu
Les tombes de Mazu, també conegudes com grup de kofun de Mozu (百舌鳥古墳群 Mozu kofun-gun), és una agrupació de kofun o túmuls a l'àrea de Mozu, Sakai, prefectura d'Osaka, Japó. Originalment constava de més de 100 tombes, de les quals menys del 50%, rodones, ulls de pany i rectangulars es conserven.
El 22 de novembre de 2010, la delegació permanent del Japó davant d'UNESCO va proposar al grup de kofungun de Mozu juntament amb els kofungun de Furuichi, la seva inscripció a la llista temptativa del Patrimoni de la Humanitat com un bé cultural segons els criteris: (II), (III) i (IV). La seva aprovació està pendent.

## Ubicació
Les tombes de Mozu es troba a la ciutat de Sakai, al sud de la Prefectura d'Osaka, en un terreny aterrit amb vistes a la badia d'Osaka. Els kofungun de Furuichi es troben a 10km a l'est dels de Mozu, a prop de les ciutats de 
Habikino i Fujiidera.

## Història
A l'arxipèlag japonès, s'han comptabilitzat més de 200.000 kofun (túmuls) entre finals del segle iii i finals del segle VI. Com a tombes dels membres de la classe dominant i representa una tradició cultural com a expressió de formes i dissenys de l'ordre jeràrquic sociopolític i les relacions entre regions del Japó d'aquells moments, cosa que es coneix com el període Kofun. Els mausoleus imperials més importants d'aquest grup de túmuls són els de l'emperador Nintoku i l'emperador Richu.
Als monticles i els seus voltants s'han trobat figuretes de terracota denominades haniwa (埴輪) que eren usades per a rituals i enterrades com a objectes funeraris.

## Protecció
Amb la inclusió a la llista temptativa de Patrimoni de la Humanitat, el nivell de conscienciació, conservació i protecció és important, però cal recordar que el 1949, el kofun Mozu Ōtsukayama, amb 168 metres de longitud va ser enderrocat per construir habitatges. Igual sort anava a córrer el kofun Itasuke, que davant la mobilització social va poder aturar-se, designant-se com a Bé d'Interès Històric.